# Mobile Servicing System

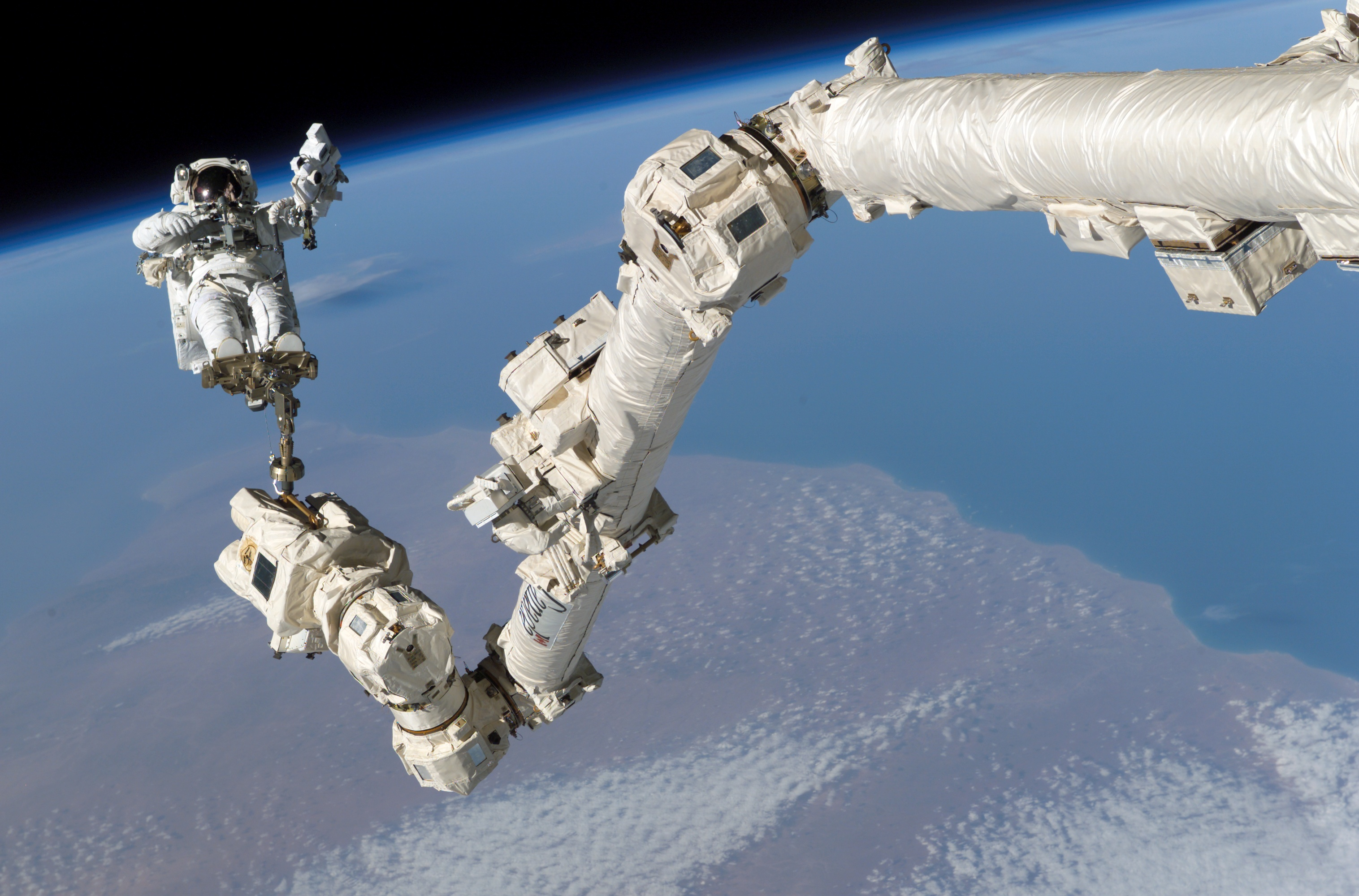
L'astronauta Stephen Robinson ancorato all'estremità del Canadarm2 durante l'STS-115 nel 2005

Il Mobile Servicing System (MSS) è un sistema robotico sviluppato per la Stazione spaziale internazionale. Il sistema svolge un ruolo chiave nella costruzione e manutenzione della stazione spaziale muovendo equipaggiamenti e strutture attorno alla stazione, aiutando gli astronauti nelle attività extraveicolari e svolgendo altre operazioni esterne alla stazione. Il sistema è formato da tre componenti:
- Space Station Remote Manipulator (SSRMS o Canadarm2)
- Special Purpose Dexterous Manipulator (SPDM o Dextre)
- Mobile Base System (MBS).

Gli astronauti ricevono una specifica preparazione per la gestione del braccio e delle attrezzature collegate. L'MSS è stato sviluppato e prodotto dalla MDA Space Missions (precedentemente MD Robotics; inizialmente SPAR Aerospace) per l'Agenzia Spaziale Canadese come contributo dell'agenzia alla Stazione Spaziale Internazionale (ISS).

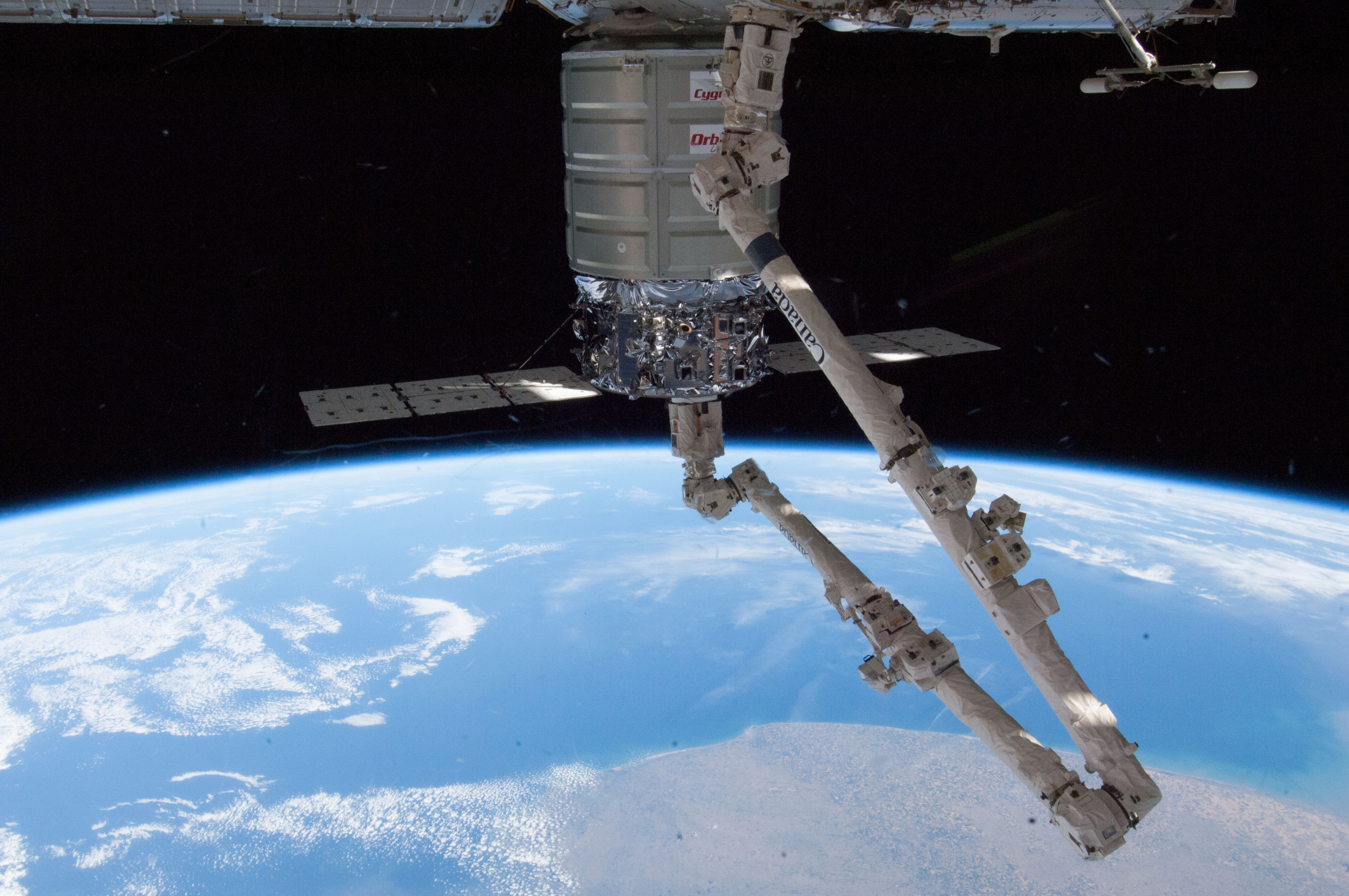
Il Canadarm2 aggancia la navicella Cygnus al modulo Harmony nel 2014

Il sistema può muoversi lungo delle rotaie sull'Integrated Truss Structure sopra il carrello Mobile Transporter che contiene il Mobile Base System. Il software del sistema è scritto nel linguaggio di programmazione Ada 95.

## Canadarm2

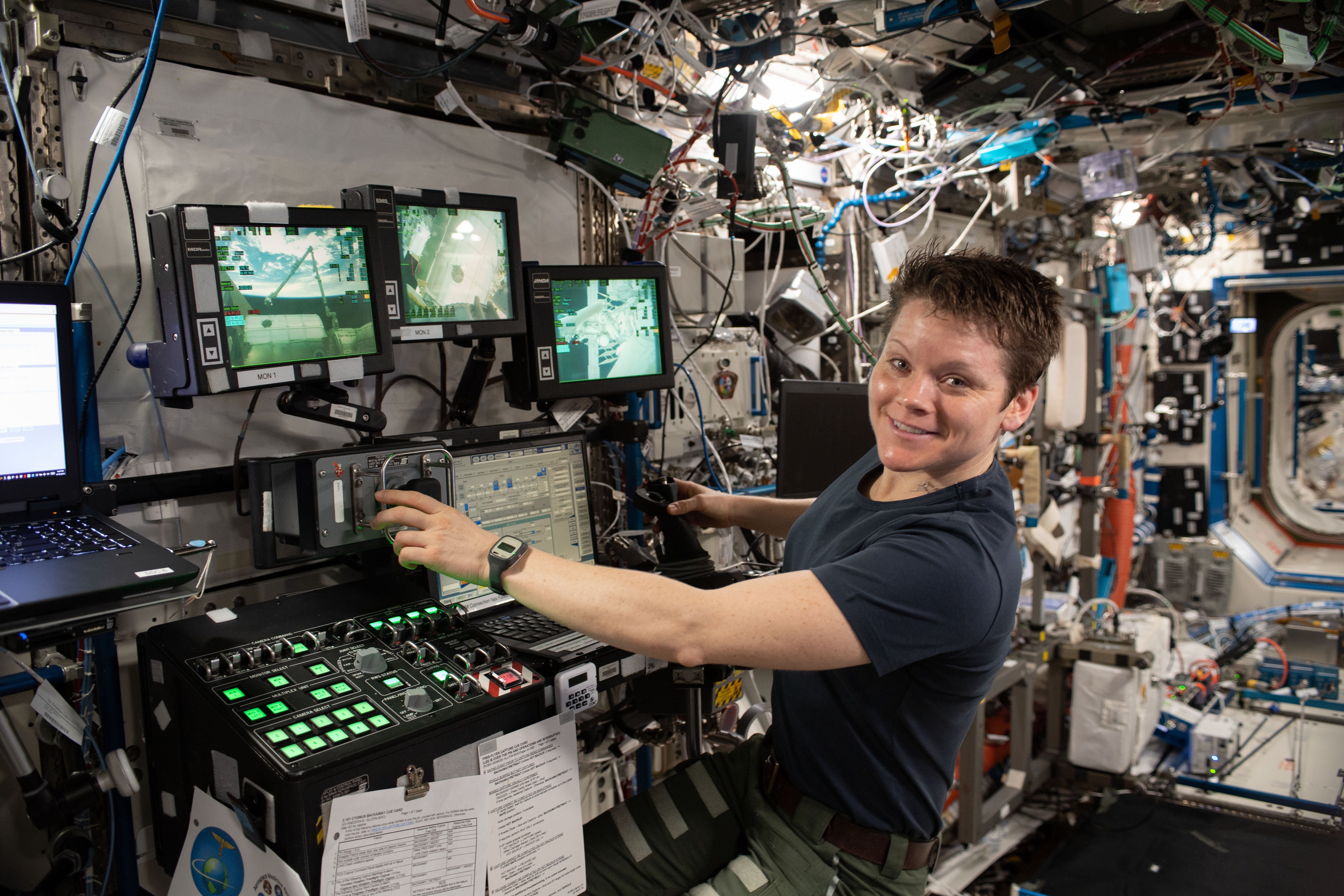
L'astronauta Anne McClain si addestra con la Robotic Work Station del modulo Destiny durante l'Expedition 59

Ufficialmente conosciuto come Space Station Remote Manipulator System (SSRMS). Lanciato sull'STS-100 nell'aprile del 2001, questo braccio robotico di seconda generazione è la versione più grande e avanzata del Canadarm1 dello Space Shuttle. Canadarm2 è lungo 17,6 m quando è completamente esteso e ha sette giunti motorizzati (una cerniera a 'gomito' in mezzo e tre giunti rotanti alla fine di ciascun 'polso/spalla'). Ha una massa di 1800 kg, un diametro di 35 cm, è realizzato in titanio ed è in grado di spostare qualsiasi carico dotato di Grapple Fixture fino a 116000 kg. È in grado di muoversi end-over-end per gran parte della Stazione Spaziale, come gli spostamenti che compiono i Geometridae. Questi spostamenti sono limitati solo dalla posizione e dal numero di Power and Data Grapple Fixture (PDGF) presenti sulla stazione. I PDGF sono dei punti di aggancio dotati di connettori per alimentazione, dati e video che si collegano alle estremità del Canadarm2, i Latching End Effector (LEE). Il braccio può anche percorrere l'intera lunghezza del Truss della Stazione utilizzando il Mobile Base System. Durante la costruzione della stazione il braccio è stato utilizzato per spostare i componenti più grandi della Stazione, come moduli o pannelli solari. Attualmente è usato per catturare navicelle cargo senza equipaggio come Dragon di SpaceX, Cygnus di Northrop Grumman e l'HTV giapponese e che sono dotati di un Flight-Releasable Grapple Fixture che il Canadarm2 utilizza per catturare e attraccare (e poi rilasciare) la navicella spaziale alla Stazione.
Gli astronauti a bordo della ISS seguono i movimenti del Canadarm2 dai i tre schermi LCD di una Robotic Work Station (RWS). L'MSS dispone di due unità RWS: una situata nella Cupola (principale) e l'altro nel modulo Destiny (backup), anche se solo un RWS alla volta può controllare il MSS. L'RWS ha due set di joystick di controllo: il Rotational Hand Controller (RHC), che controlla le rotazioni, e il Translational Hand Controller (THC), che controlla la traslazione. A questi si aggiungono il Display and Control Panel (DCP) e il computer Portable Computer System (PCS).
Negli ultimi anni, la maggior parte delle operazioni robotiche sono comandate a distanza dai controllori di volo a terra presso Johnson Space Center, o dall'Agenzia Spaziale Canadese. I controllori possono lavorare a turno per completare gli obiettivi con maggiore flessibilità rispetto a quando vengono eseguiti dai membri dell'equipaggio a bordo, anche se ad un ritmo più lento. Gli astronauti vengono utilizzati nelle operazioni con un tempo limitato, come la cattura di una navicella o a supporto di un'attività extraveicolare.

### Latching End Effector
Il Canadarm2 ha due Latching End Effector (LEE), uno ad ogni estremità. Un LEE ha 3 cavi che stringendosi catturano il perno del Grapple Fixture. Un altro LEE si trova sull'unità Payload ORU Accommodations (POA) del Mobile Base System che viene utilizzato per contenere temporaneamente i componenti della ISS di grandi dimensioni. Un altro è sul Special Purpose Dexterous Manipulator (SPDM, noto anche come Dextre o Canada hand). Sei LEE sono stati fabbricati e utilizzati in varie posizioni della ISS.
| S/N | Posizione iniziale         | Posizione attuale                              |
| --- | -------------------------- | ---------------------------------------------- |
| 201 | LEE B                      | POA LEE                                        |
| 202 | LEE A                      | A Terra, per essere ristrutturato per ricambio |
| 203 | POA LEE                    | LEE A                                          |
| 204 | Ricambio situato sul ELC-1 | LEE B                                          |
| 205 | A Terra, Ricambio          | Ricambio situato all'esterno della ISS         |
| 301 | SPDM LEE                   | SPDM LEE                                       |

## Special Purpose Dexterous Manipulator

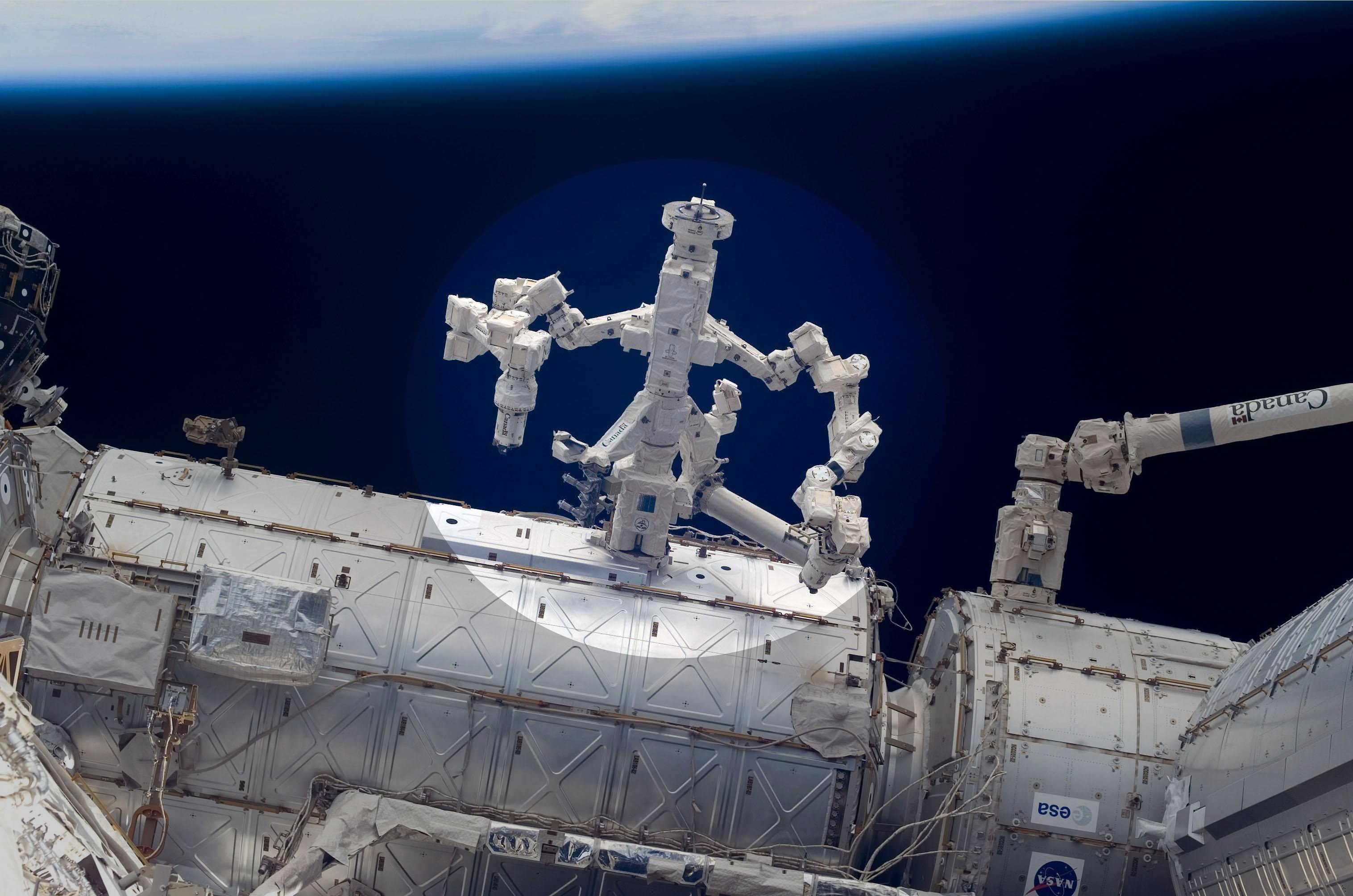
Dextre (sinistra) e Canadarm2 agganciati fianco a fianco su dei Power and Data Grapple Fixture

Il Special Purpose Dexterous Manipulator, o Dextre, è un piccolo robot a due braccia per può essere attaccato al Canadarm2, alla ISS o al Mobile Base System. Le braccia e i suoi strumenti sono in grado di gestire i delicati compiti di assemblaggio e di cambiare le Orbital Replacement Units (ORU) attualmente gestite dagli astronauti durante le attività extraveicolari. Anche se Canadarm2 può muoversi intorno alla Stazione, non è in grado di trasportare nessun oggetto a meno che Dextre non sia collegato ad esso. I test sono stati effettuati nelle camere di simulazione spaziale al David Florida Laboratory dell'Agenzia Spaziale Canadese ad Ottawa, Ontario. Dextre è stato lanciato verso la Stazione l'11 marzo 2008 con l'STS-123.

## Mobile Base System

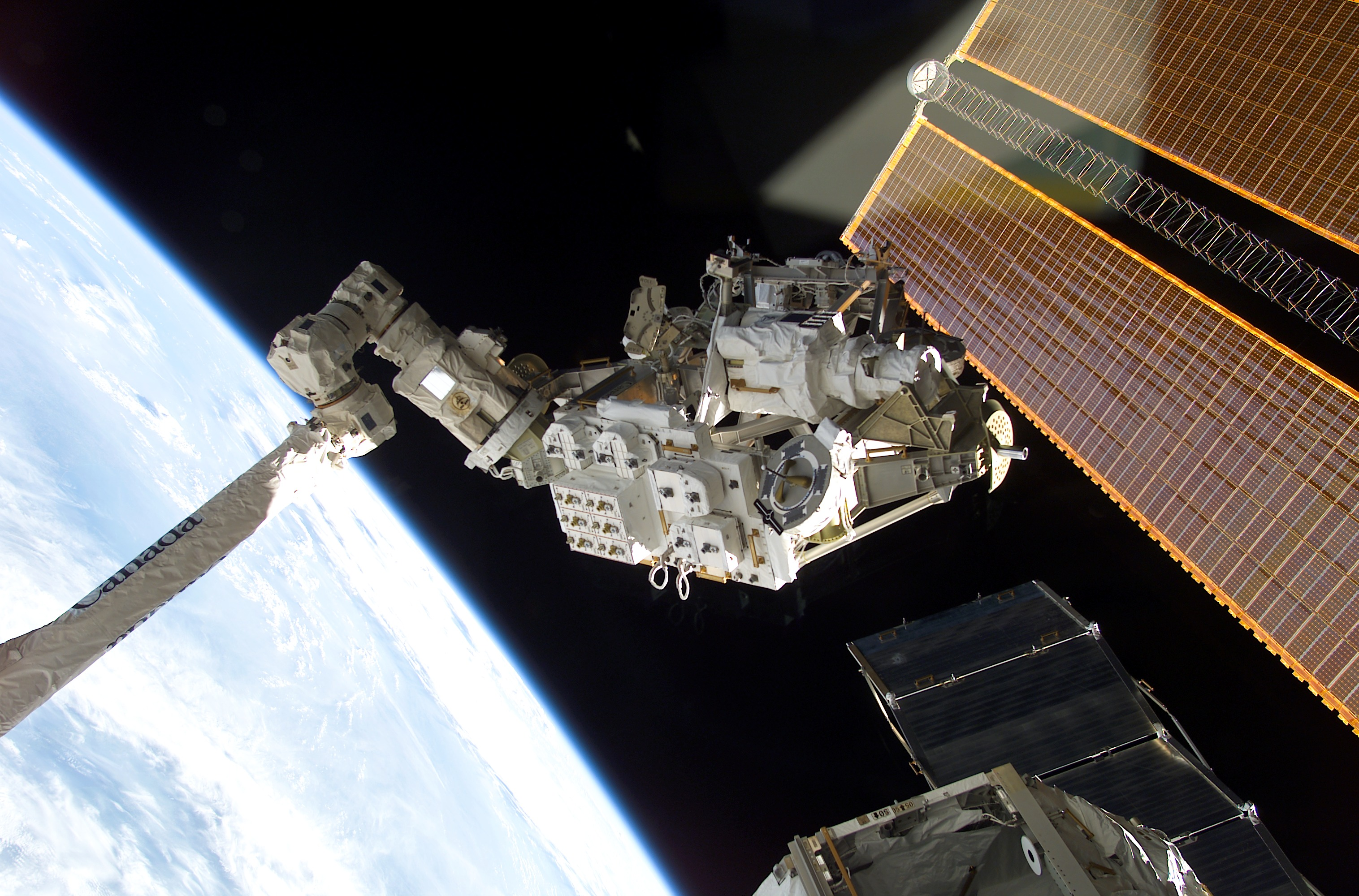
Il Mobile Base System poco prima che il Canadarm2 lo agganci al Mobile Transporter durante l'STS-111

Il Mobile Remote Servicer Base System (MBS) è una piattaforma per i bracci robotici. È stata aggiunta alla Stazione durante STS-111 nel giugno 2002. La piattaforma si trova sopra al carrello Mobile Transporter (installato dall'STS-110, sviluppato da Northrop Grumman a Carpinteria, California, che permette di scivolare lungo le rotaie di 108 metri sull'Integrated Truss Structure. Quando Canadarm2 e Dextre sono collegati all'MBS hanno una massa combinata di 4900 kg. Come il Canadarm2, è stato costruito da MDA Space Missions e ha una vita utile minima di 15 anni.
Il MBS è dotato di quattro Power and Data Grapple Fixture, uno in ciascuno dei suoi quattro angoli superiori. Ognuno di questi può essere utilizzato come base per i due bracci, Canadarm2 e Dextre, così come uno qualsiasi dei carichi utili che potrebbero essere trasportati da loro. Il MBS ha anche due posizioni per collegare i payload: Payload/Orbital Replacement Unit Accommodations (POA) e MBS Common Attachment System (MCAS). Il primo è molto simile al LEE del Canadarm2 e può essere utilizzato per parcheggiare, alimentare e comandare qualsiasi carico utile con un Grapple Fixture, potendo impiegare così il Canadarm2 per qualcos'altro. Il secondo invece utilizza un altro tipo di sistema di aggancio che può ospitare esperimenti scientifici.
Il MBS supporta anche gli astronauti durante le attività extraveicolari. Ha delle postazioni per stoccare strumenti e attrezzature, foot-restraint, corrimano e punti di fissaggio dei cavi di sicurezza, nonché un assemblaggio della fotocamera. Se necessario, è anche possibile per un astronauta cavalcare l'MBS mentre si muove ad una velocità massima di circa 1,5 metri al minuto. Su entrambi i lati del MBS ci sono due Crew and Equipment Translation Aid, dei carrelli che si muovono sulle stesse rotaie del MBS. Gli astronauti li guidano manualmente durante le EVA per trasportare le attrezzature e per facilitare i loro movimenti intorno alla Stazione.

## Orbiter Boom Sensor System
È un'asta di 15,24 metri dotata di corrimano e telecamere di ispezione, che si può collegare alla fine di Canadarm2.

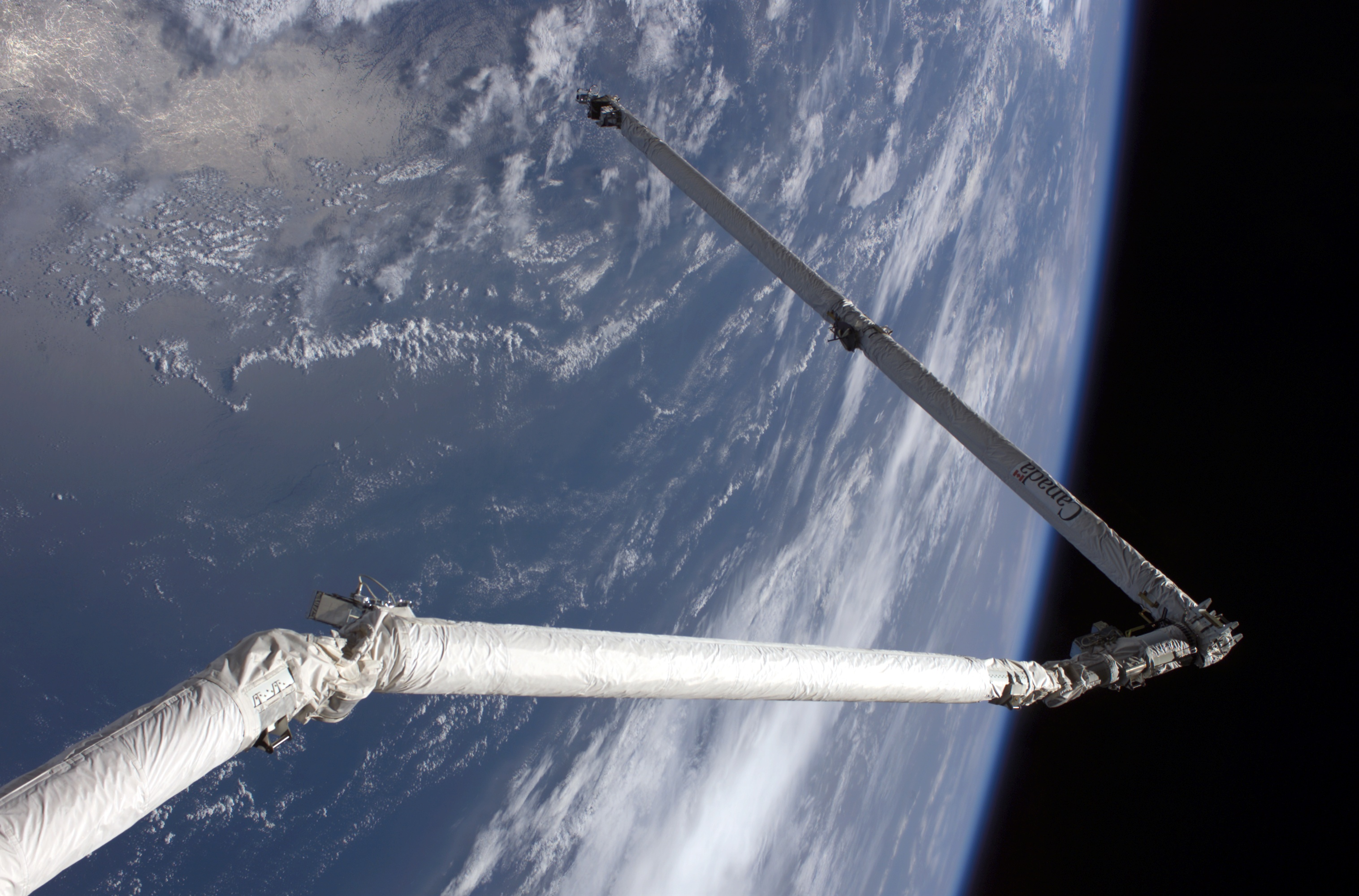
Il Shuttle Remote Manipulator System (RMS) agganciato all'OBSS durante l'STS-114
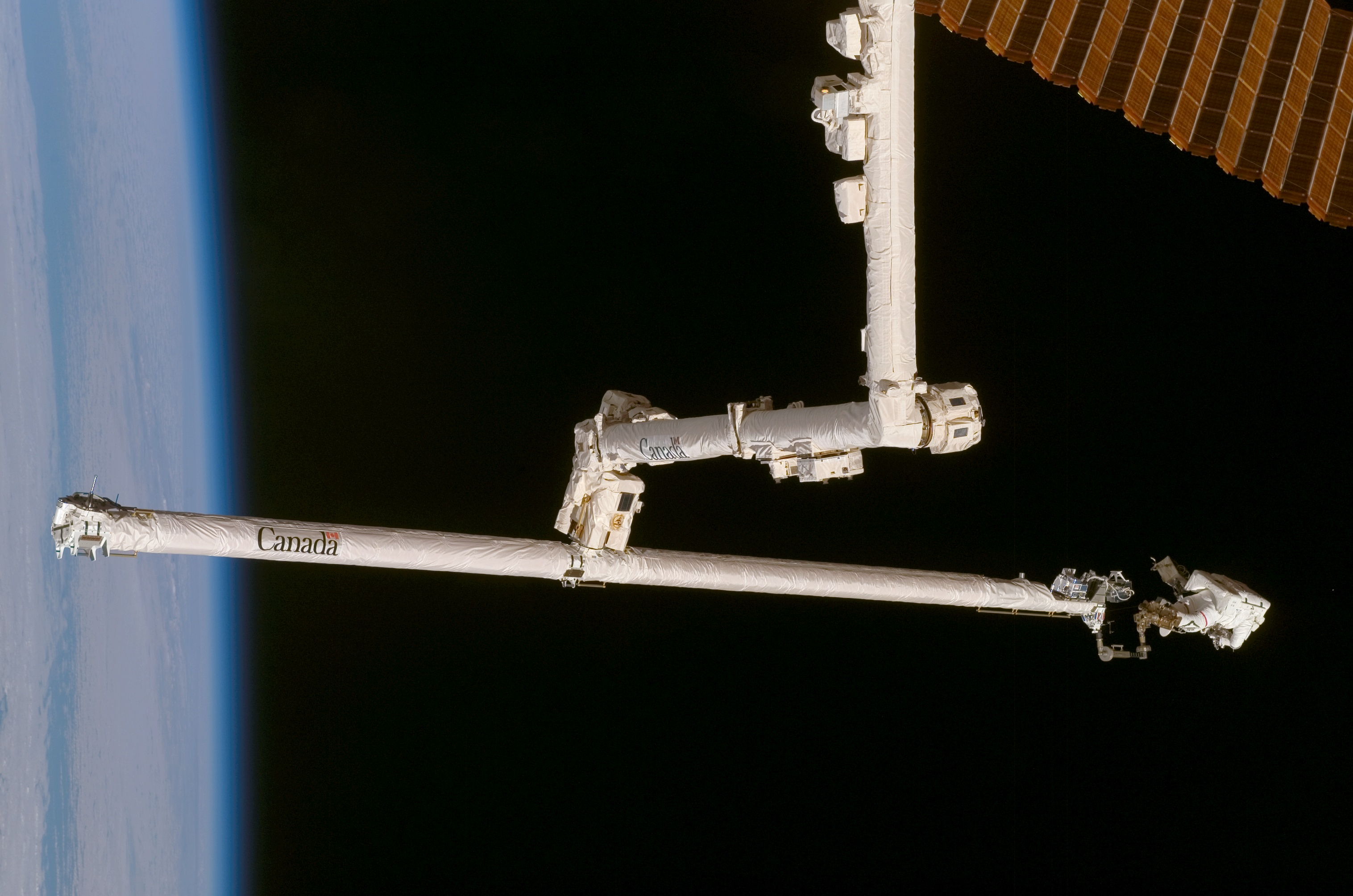
L'astronauta Scott Parazynski (destra) agganciato sull'OBSS mentre ripara un pannello solare durante l'STS-120

## Altri bracci robotici della ISS
La Stazione ha ricevuto un secondo braccio robotico durante l'STS-124, il Remote Manipulator System del Japanese Experiment Module (JEM-RMS). Il JEM-RMS viene utilizzato principalmente per servire il JEM Exposed Facility. Un ulteriore braccio robotico, il European Robotic Arm (ERA) dovrebbe essere lanciato con il modulo russo Multipurpose Laboratory Module nel 2020.
Il segmento russo della ISS ha anche due gru da carico manuali collegate a Pirs, Strela. Una delle gru può essere estesa fino a raggiungere il modulo Zarja mentre l'altra può estendersi al lato opposto e raggiungere Zvezda. La prima gru è stata assemblata nello spazio durante l'STS-96 e l'STS-101 e la seconda è stata lanciata insieme a Pirs.